# Vivir su vida
Vivir su vida (Vivre sa vie: Film en douze tableaux) es una película francesa de 1962 dirigida por Jean-Luc Godard. Fue protagonizada por Anna Karina, Saddy Rebot y Guylaine Schlumberger. El guion, escrito por Godard, está basado en el libro Où en est la prostitution de Marcel Sacotte. Fue galardonada con el Premio especial del jurado y el Premio Passineti en el Festival de Venecia.

## Argumento
La película está ambientada en París y dividida en doce "escenas", cada una precedida por un intertítulo. Inicia con una cita:

Il faut se prêter aux autres et ne se donner qu'à soi-même.
Hay que prestarse a los demás y darse a sí mismo.
Montaigne

Escena 1. Nana (Anna Karina), una joven de 22 años originaria de Fribourg, Mosela, abandona a su marido Paul (André Labarthe) y a su hijo para iniciar una carrera como actriz. La pareja se reúne en un bistró, hablan de la reciente ruptura y juegan pinball una última vez antes de decidir finalizar el matrimonio.
Escena 2. Nana empieza a trabajar en una tienda de discos de la avenida de Wagram para financiar su nueva vida. Al no ganar mucho dinero dinero, le pide a una compañera que le preste 2 000 francos, pero ella se niega. Nana y su colega comparten un interés por la literatura.
Escena 3. La casera de Nana la echa del apartamento por no poder pagar el alquiler. Al día siguiente, Nana se encuentra con Paul, quien le da unas fotos de su hijo para que las conserve. Paul la invita a cenar, pero ella se niega ya que quiere ir al cine. Nana va con un hombre a ver La pasión de Juana de Arco. La secuencia que aparece en pantalla es aquella en la que Juana de Arco se entera de que va a ser quemada en la hoguera. Nana se conmueve y llora. Después de la película, Nana abandona a su cita para reunirse con un hombre en un bistró. Se trata de un fotógrafo (Paul Pavel) y le pide que pose para él parcialmente desnuda, diciéndole que eso podría lanzar su carrera como actriz. A pesar de su reticencia inicial, Nana acepta de mala gana.
Escena 4. Nana es interrogada en una comisaría por intentar quedarse con un billete de 1 000 francos que se le había caído a una mujer en la calle. Nana lo recogió, pero la mujer se dio cuenta. Devolvió el dinero, pero la mujer presentó una denuncia contra ella. Al ser interrogada por el funcionario (Marcel Charton), Nana admite que suele quedarse con amigos, sobre todo hombres. El espectador debe comprender que la denuncia se presentó porque la mujer sospechaba que Nana era una prostituta.
Escena 5. Mientras caminaba por la calle, Nana se fija en unas prostitutas. Un desconocido (Gilles Quéant) le pregunta a Nana si se va con él, asumiendo que Nana también es prostituta; ella acepta y van a una habitación de hotel. Nana pide 4 000 francos, el hombre le da 5 000 y le dice que se quede con el cambio. Por este precio, él cree que puede besarla en la boca, a pesar de su incomodidad.
Escena 6. El primer día que comienza a trabajar en la calle, coincide con Yvette (Guylaine Schlumberger), una vieja amiga que le confiesa que también se prostituye por necesidad después de que su marido los abandonara a ella y a su hijo en Brest. Yvette dice "Es triste, pero no soy responsable". Nana, en cambio, cree que uno es responsable de todo lo que hace. En una cafetería, Yvette le presenta a Raoul (Saddy Rebot), quien se encontraba allí. El joven, bastante intimidante, insulta a Nana para comprobar su reacción. Ella se ríe. De repente, él sale del bar y se oye un tiroteo policial. Un hombre muere y otro resulta herido. Raoul no reaparece y Nana huye del lugar.
Escena 7. Tiempo después, en un restaurante, Nana escribe una carta en la que pide trabajo a una conocida de Yvette y se describe a sí misma. Antes de terminar la carta, Raoul reaparece. Él le aconseja que se quede en París, en donde podrá ayudarla a ganar más dinero. Nana acepta trabajar para Raoul y se besan. Ella renuncia a su trabajo en la tienda de discos y abandona su sueño de ser actriz. Se revela que Raoul es un proxeneta. A partir de ese momento, Nana se irá introduciendo progresivamente en el mundo de la prostitución.
Escena 8. La voz en off de Raoul responde de manera didáctica las preguntas de Nana sobre las reglas del oficio, las revisiones médicas, la importancia de tener buen aspecto, cómo encontrar clientes, las tarifas, la cantidad que tiene que pagar a su proxeneta, la higiene, el riesgo de quedarse embarazada, la imposibilidad de rechazar clientes y el número de clientes al día. Pronto Nana empieza a atraer a varios clientes.
Escena 9. Nana le pregunta a Raoul si hay días libres. Él responde que son en los días que se hacen revisiones médicas, y es tradición que las prostitutas pasen el día con sus proxenetas, que las sacan a pasear. Una noche, Raoul lleva a Nana a un bar para conocer a unos amigos suyos. Con ganas de divertirse, Nana pone música en una rocola y baila. La mayoría de los hombres no muestran interés, excepto un joven que juega billar (Peter Kassovitz) y le compra un paquete de cigarros.
Escena 10. Un día, Nana recoge a un cliente y lo lleva a un hotel cercano que funciona como burdel. El hombre se llama Dimitri (Dimitri Dineff) y parte del diálogo no es audible para el espectador. Al parecer solicita a Nana que busque a otra prostituta del hotel para que se una a ellos. Sin embargo, una vez que eso ocurre Dimitri ya no está interesado en Nana, quien se sienta en el borde de la cama y fuma.
Escena 11. En la Plaza del Châtelet, Nana entra en un café y charla con un anciano (Brice Parain). Éste accede a invitarla a una copa y empiezan a filosofar. Le habla de literatura, en particular de la muerte de Porthos, personaje de Los tres mosqueteros. El personaje muere aplastado tras detenerse al huir para pensar. Nana y el desconocido filosofan sobre la palabra, el silencio, el pensamiento, el error, la verdad, la mentira, el amor y la vida. "El amor es una solución, siempre que sea verdad", dice el anciano.
Escena 12. Nana se queda con el jugador de billar. Éste le lee las obras de Edgar Poe. En una breve secuencia muda, el diálogo entre los dos personajes aparece en forma de subtítulos. Después, la voz en off de Jean-Luc Godard lee un extracto de El retrato oval. Jean-Luc Godard añade: "Esta es nuestra historia". La película vuelve a enmudecer: Nana, con subtítulos, le dice al joven que le ama. Mientras Nana y el joven expresan su mutua adoración, ella decide que quiere vivir con él y dejar la prostitución. Cuando Nana le expresa su decisión a Raoul, éste se niega y discuten. Acompañado por varios hombres, lleva a Nana a dar un paseo. En una calle tranquila, intenta venderla a otro proxeneta. Sin embargo, la transacción fracasa y Nana acaba muriendo en un tiroteo. Los hombres abandonan el lugar, dejando a Nana muerta en sobre la calle.

## Reparto
- Anna Karina como Nana Kleinfrankenheim.
- Sady Rebbot como Raoul.
- André S. Labarthe como Paul.
- Guylaine Schlumberger como Yvette.
- Gérard Hoffman como Chef.
- Monique Messine como Elisabeth.
- Paul Pavel como Periodista.
- Dimitri Dineff como Dimitri.
- Peter Kassovitz como Joven.
- Eric Schlumberger como Luigi.
- Brice Parain como Filósofo
- Henri Attal como Arthur.
- Gilles Quéant como Primer cliente.
- Odile Geoffroy como Camarera.
- Marcel Charton como Policía.

## Recepción
Vivir su vida obtuvo una respuesta positiva por parte de la crítica cinematográfica. La película posee un 93% de comentarios "frescos" en el sitio web Rotten Tomatoes, basado en un total de 28 críticas. Roger Ebert la describió como "asombrosa", agregando que es "clara, astringente, nada sentimental, abrupta". Susan Sontag, por su parte, se refirió a ella como "una de las obras de arte más originales, hermosas y profundas que he conocido".